# Wallace Clyde Johnson
Wallace Clyde Johnson, né le 21 mai 1859 à Granville et mort le 15 décembre 1906 à Holyoke, est un ingénieur, maître d'œuvre et homme d'affaires américain qui a notamment participé à développer l'hydroélectricité au Canada dès la fin du XIXe siècle en réalisant les premiers aménagements hydroélectriques en importance au pays.